# Upton Park (metrostation)
Upton Park is een station van de metro van Londen aan de District Line en Hammersmith & City Line. Het station is geopend in 1877.

## Geschiedenis
Het station werd in september 1877 geopend door de London, Tilbury and Southend Railway (LT&SR) aan haar in 1858 geopende lijn tussen Bow en Barking. Upton Park was het eerste station op de LT&SR dat door een projectontwikkelaar werd gebouwd. Ontwikkelaar Read stelde de bouw van het station voor en kreeg toestemming voor het ontwerpen en bouwen van een station met twee perrons tussen de huizen van Queen's Road en Harold Road. Dit gebouw lag aan Queen's Square op de hoek van Green Street en Queen's Road.
In 1902 ging ook de District Railway, de latere District Line, het station aandoen en ten behoeve van de metro zouden eigen sporen worden gelegd. Het stationsgebouw uit 1877 werd gesloopt in 1903/04 zodat de lijn viersporig kon worden gemaakt, langs het viaduct dat de sporen kruist werd een stationsgebouw haaks boven de sporen gebouwd. Vanaf 1905 reed de metro met elektrisch materieel over haar eigen sporen. Na de nationalisatie van het openbaar vervoer in Londen in 1933 volgde in 1936 de oosttak van de Metropolitan Line, die sinds 1990 Hammersmith & City Line heet. De LT&SR-diensten werden in 1962 gestaakt nadat deze lijn was geëlektrificeerd. De twee zuidelijke perrons worden sindsdien gebruikt voor de sneldiensten op de LTSR die zonder stoppen het station passeren. De twee noordelijke sporen worden gebruikt door de metro die stopt langs het noordelijke zijperron en de noordkant van het eilandperron. De zuidkant van het eilandperron is voorzien van een hek langs de LT&SR.

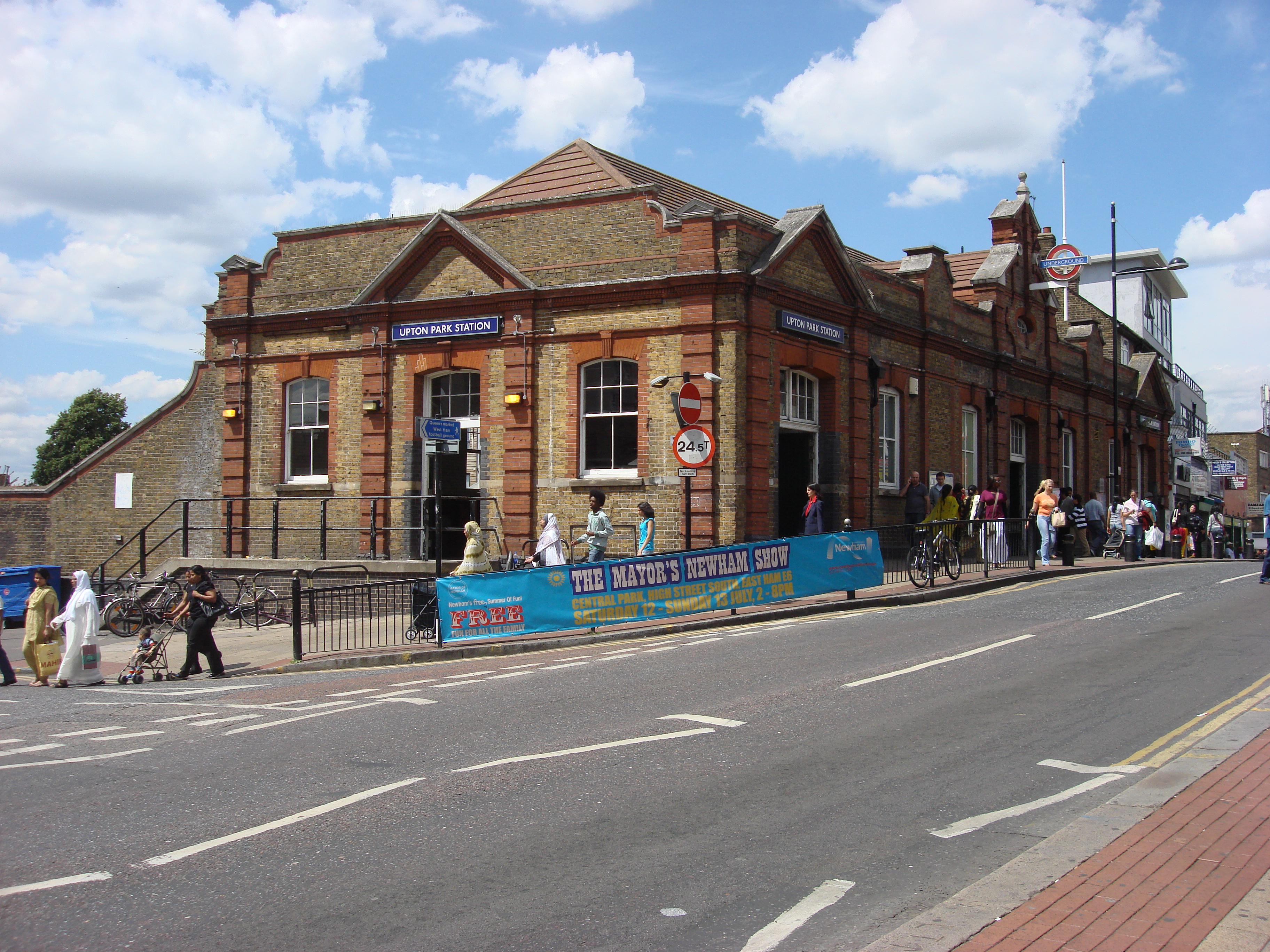
Het stationsgebouw uit 1904 gezien uit het zuiden.
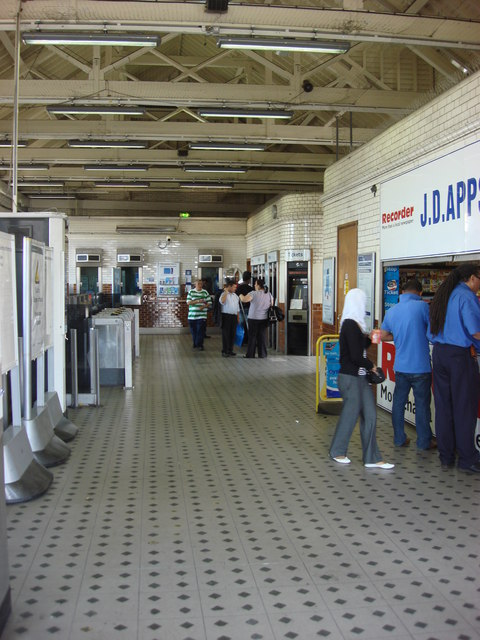
De stationshal.
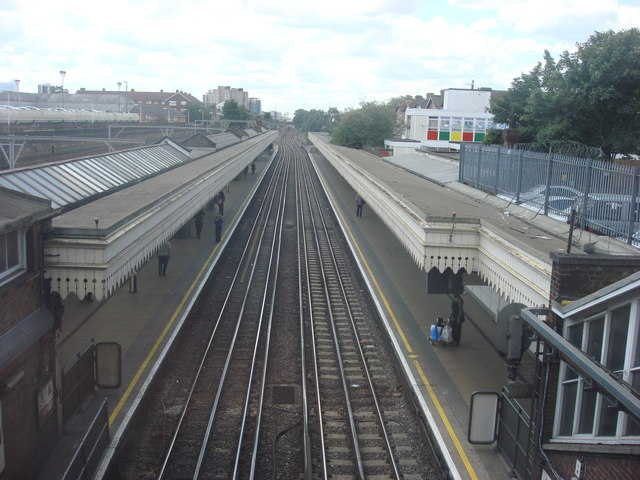
De perrons gezien uit het stationsgebouw.

## Reizigersdienst
Het stationsgebouw staat langs het viaduct waarmee Green Street de sporen kruist en aan de zuidkant van de sporen ligt de Queens Road Market, tot 2016 was het station de halte voor bezoekers aan de voetbalwedstrijden bij de Boleyn Ground van West Ham United. Voor het station stoppen verschillende buslijnen die verbindingen naar Aldgate, Barking, Beckton, Canning Town, East Ham, Ilford, Manor Park, Oxford Circus (nacht alleen), Romford, Walthamstow en Wanstead Park bieden. 
In het stationsgebouw uit 1904 zijn twee loketten, twee kaartautomaten met touchscreen en drie meer traditionele muntautomaten. Het station is niet rolstoeltoegankelijk en er bestaan geen plannen om liften te plaatsen. De District Line biedt 15 ritten per uur, de Hammersmith & City Line 6 per uur.  
Het metrostation Upton Park komt voor in de Engelse slangterm, "He/She is Upton Park - two stops short of Barking", wat aangeeft dat de persoon in kwestie een beetje gek is.
Hammersmith · 
Goldhawk Road · 
Shepherd's Bush Market ·
Wood Lane · 
Latimer Road · 
Ladbroke Grove · 
Westbourne Park · 
Royal Oak · 
Paddington · 
Edgware Road · 
Baker Street · 
Great Portland Street · 
Euston Square · 
King's Cross St. Pancras · 
Farringdon · 
Barbican · 
Moorgate · 
Liverpool Street · 
Aldgate East · 
Whitechapel · 
Stepney Green · 
Mile End · 
Bow Road · 
Bromley-by-Bow · 
West Ham · 
Plaistow · 
Upton Park · 
East Ham · 
Barking